# 1986年4月逝世人物列表
1986年逝世人物列表：1月 - 2月 - 3月 - 4月 - 5月 - 6月 - 7月 - 8月 - 9月 - 10月 - 11月 - 12月
1986年4月逝世人物列表，是用于汇总1986年4月期间逝世人物的列表。

## 依日期排序

### 1日
- 埃里克·布鲁恩（Erik Bruhn），57歲，荷蘭芭蕾舞演員和編舞，肺癌。[1]
- Syd Copley，80歲，英國板球運動員。
- 唐納德·格羅布（Donald Grobe），56歲，美國歌手。
- Theodore N. Kaufman，76歲，美國商人和優生學宣導者。
- 維克·勞倫斯，58歲，澳大利亞足球運動員。
- 露西·梅爾，85歲，英國人類學家。
- 瑪格麗特·馬斯特曼，75歲，英國語言學家。[2]
- 肯尼斯·普利貝（Kenneth E. Priebe），73歲，美國政治家。
- 巴里·羅賓斯，41歲，美國演員，愛滋病患者。
- 迪克·塞斯尼亞克，45歲，美式橄欖球教練，心臟病發作。[3]
- Al Sellinger，71歲，美國奧林匹克自行車運動員（1936 年）。
- 托尼·西亞諾，79歲，美式橄欖球運動員。
- 厄爾·沃恩（Earl W. Vaughn），57歲，美國政治家和法官，癌症。

### 2日
- 弗朗索瓦·阿曼-讓（François Aman-Jean），91歲，法國作家。
- Floyd M. Baker，94歲，加拿大政治家。
- 威爾弗雷德·布羅德海德，82歲，英國板球運動員。
- 鮑比·多布斯（Bobby Dobbs），63歲，美式橄欖球運動員。
- 傑拉爾德·戈達德，65歲，南非奧運會水球運動員（1952 年）。
- Dagbjartur Grímsson，54歲，冰島足球運動員。
- 尤金·雷蒙德·霍爾（Eugene Raymond Hall），83歲，美國動物學家。
- Lloyd A. Jeffress，85歲，美國聲學科學家。
- Raymond Lapin，67歲，美國銀行高管。[4]
- Helen H. Nowlis，72歲，美國心理學家。
- 湯瑪斯·傑拉爾德·魯姆，83歲，澳大利亞數學家。
- 本·舒曼（Ben Schoeman），81歲，南非政治家。
- 高倉輝，94歲，日本作家和政治家。
- 米爾特·特羅斯特，73歲，美式橄欖球運動員。

### 3日
- Geoffrey H. Arnott，84歲，澳大利亞商人（Arnott's Group）。
- 鮑伯·克拉克，60歲，美國演員。
- 埃弗雷特·哥本哈弗，87歲，美國政治家，懷俄明州眾議院議員（1939—1941年）。
- 喬治·科爾斯坦（George Kirstein），76歲，美國出版商，心臟病發作。[5]
- Mary C. McCall Jr.，81歲，美國編劇，癌症。[6]
- 查理斯·莫勒（Charles Moeller），74歲，比利時羅馬天主教神父和神學家。
- 以利沙·內塔尼亞胡，73歲，以色列數學家。
- Reinhard Opitz，51歲，德國社會科學家，癌症。
- 彼得·皮爾斯爵士，75歲，英國歌手。[7]
- 伊莉莎白拉多（Elisabeth Radó），86歲，南斯拉夫歌手。
- Rei，74歲，巴西足球運動員。
- 穆罕默德·卡齊姆·沙里亞特馬達里（Mohammad Kazem Shariatmadari），80歲，伊朗阿亞圖拉。[8]
- Nanna Svartz，95歲，瑞典哲學家。

### 4日
- 黛安·巴里克（Diane Barwick），47歲，加拿大出生的澳大利亞人類學家，腦出血。
- Maria Beruski，26-27歲，巴西教師，火災。
- 比爾·博克斯，81歲，英國政治家和海軍軍官。
- 傑弗里·伯頓（Geoffrey Burton），76歲，英國板球運動員。
- 馬里奧·卡尼亞（Mario Cagna），74歲，義大利羅馬天主教主教。
- 查理斯·德博，68歲，美國戰鬥機飛行員。[9]
- 哈斯特德·道克（Hasted Dowker），86歲，加拿大聖公會主教。
- Rebeca Gerschman，82歲，阿根廷生物化學家。
- 薩沙·戈羅德尼茨基（Sascha Gorodnitzki），81歲，俄羅斯出生的美國鋼琴家。[10]
- 勞倫斯·哈內特爵士，87歲，澳大利亞工程師。
- Ira V. Hiscock，93歲，美國細菌學家。[11]
- 比利·霍爾（Billy Hole），66歲，英國摩托車賽車手。
- 克萊夫·休斯，38歲，澳大利亞政治家，皮膚癌。
- Zoltán Kaszab，70歲，匈牙利昆蟲學家。
- Mimmo Poli，65歲，義大利演員，心臟病發作。
- 卡洛·塔蘭托，64歲，義大利演員。
- 約瑟夫·沃索索貝，81歲，捷克斯洛伐克奧運會跳遠運動員（1936 年）。

### 5日
- Lookout Masuku，45歲，辛巴威激進分子，腦膜炎。
- 科林·麥庫爾，69歲，澳大利亞板球運動員。
- 瓦倫丁·帕雷拉，90歲，西班牙演員。
- 摩西·珀爾曼，74-75歲，英裔以色列作家。
- 曼利·韋德·威爾曼，82歲，美國作家。

### 6日
- 何塞·路易士·德·阿雷斯，80歲，西班牙政治家。
- 佩薩赫·伯斯坦（Pesach Burstein），89歲，波蘭出生的美國喜劇演員和演員。[12]
- 羅伊·切維爾（Roy Cheville），88歲，美國摩門教神學家。
- 葛籣·庫珀（Glen Cooper），70歲，澳大利亞空軍飛行員。
- El Solitario，39歲，墨西哥職業摔跤手，心臟驟停。
- 鮑裡斯·古特尼科夫，54歲，蘇聯小提琴家。
- 雷蒙多·奥尔西，84歲，阿根廷足球運動員。
- 塞爾吉奧·羅德裡格斯，58歲，烏拉圭足球運動員。
- 尤西·索科寧（Jussi Saukkonen），81歲，芬蘭政治家。
- 埃裡克·西克斯史密斯，81歲，英國將軍。
- 湯瑪斯·沃德，78歲，蘇格蘭摔跤手。

### 7日
- 切斯特·厄斯金，80歲，美國電影製片人。[13]
- 萩原光，29歲，日本賽車手，賽車事故。
- 列昂尼德·坎托罗维奇，74歲，蘇聯經濟學家和數學家，諾貝爾獎獲得者（1975年）。[14]
- 塞西爾·金，65歲，愛爾蘭畫家。
- 萊斯利·路易斯，61歲，英國奧運短跑運動員（1948年，1952年）。
- 唐納德·蓋恩斯·默里，71歲，美國律師。
- 威廉·霍曼·索普，84歲，英國動物學家。
- Beulah Tingley，92歲，美國社會活動家。
- 瓦萊麗·馮·馬滕斯（Valerie von Martens），91歲，德奧女演員。
- W.H.沃爾什，72歲，英國哲學家和古典主義者。
- 迈克尔·沃里纳，77歲，英國奧運會賽艇運動員（1928年）。

### 8日
- 西奧多·阿喀琉斯（Theodore C. Achilles），80歲，美國外交官。[15]
- Alma Vessells John，79歲，美國護士和電臺主持人，中風。
- 亞歷克·奈特，87歲，紐西蘭板球運動員。
- 喬治·肯尼斯·馬婁裡（George Kenneth Mallory），86歲，美國病理學家。
- 羅伯特·杜·梅斯尼爾·杜·布伊松（Robert du Mesnil du Buisson），90歲，法國考古學家。
- Pauline Newman，98歲，俄羅斯出生的美國勞工活動家，中風。[16]
- 岡田有希子，18歲，日本歌手，跳樓自殺。
- 威廉·路德·羅茲，67歲，美國法官。

### 9日
- Andrée Blouin，64歲，中非人權活動家，淋巴瘤。
- 查理斯·博桑凱（Charles Bosanquet），82歲，英國學術管理人員。
- 鮑勃·凱西（Bob Casey），77歲，美國爵士音樂家。
- 海因茨·康拉德斯（Heinz Conrads），72歲，奧地利演員。
- 羅伯特·弗里茨，65-66歲，美國陶瓷和玻璃藝術家。
- 阿爾弗雷多·高納，74歲，墨西哥奧林匹克拳擊手（1928 年）。
- 約翰尼·亨德利，71歲，美國棒球運動員。
- 斯蒂格·詹森（Stig Johanson），66歲，瑞典演員。
- 迪克·科科斯，58歲，美國棒球運動員。
- 萊斯·皮爾森（Les Pearson），76歲，美國棒球運動員。
- Leo Quenneville，85歲，加拿大冰球運動員。
- Vergil D. Reed，88-89歲，美國廣告主管和大學教授。
- 卡雷爾六世·施瓦岑貝格，74歲，捷克斯洛伐克政治家和貴族。
- Rezső Wanié，77歲，匈牙利奧林匹克游泳運動員（1928 年）。

### 10日
- Joseph P. Addabbo，61歲，美國政治家，美國眾議院議員（自1961年起），膀胱癌。[17]
- 尤金·坎貝爾（Eugene E. Campbell），70歲，美國歷史學家。
- 琳達·克裡德（Linda Creed），37歲，美國詞曲作者，乳腺癌。[18]
- 湯瑪斯·杜內爾（Thomas Durnell），84歲，英國板球運動員。
- 亞歷克斯·格雷（Alex Gray），87歲，蘇格蘭出生的加拿大冰球運動員。
- Eugen Grimminger，93歲，德國抵抗運動成員（白玫瑰）。
- 路德·哈威爾，80歲，美國棒球運動員和經理。
- 約翰·凱利，78歲，美國冰球教練。
- Garnet Lamb，78歲，澳大利亞足球運動員。
- 羅恩·塔克（Ron Tucker），64歲，澳大利亞足球運動員。
- 索爾·特雷爾（Saul J. Turell），65歲，美國紀錄片導演。

### 11日
- William A. Caldwell，79歲，美國記者。
- 佩內洛普·切特沃德，76歲，英國旅行作家。
- 查理斯·達林頓，81歲，美國外交官。[19]
- 以色列·戈德斯坦（Israel Goldstein），89歲，美籍以色列拉比，布蘭代斯大學（Brandeis University）創始人。[20]
- 羅納德·古爾德爵士（Sir Ronald Gould），81歲，英國工會成員。
- 埃塞爾·海桑斯韋特（Ethel Haythornthwaite），92歲，英國環保主義者
- 斯坦尼斯拉夫·榮格沃斯（Stanislav Jungwirth），55歲，捷克斯洛伐克跑步者。
- Jack Manners，71歲，加拿大橄欖球運動員。
- Peter Nchabeleng，58歲，南非工會成員和反種族隔離活動家，內出血。
- 约瑟夫·鲁日奇卡，61歲，捷克斯洛伐克奧林匹克摔跤手（1952 年）。

### 12日
- 尼爾·亞當斯，62歲，澳大利亞橄欖球運動員。
- Einar Ágústsson，63歲，冰島政治家。
- Meri Avidzba，69歲，蘇聯戰鬥機飛行員。
- 約瑟夫·德瓦斯（Joseph Dervaes），79歲，比利時賽車手。
- 瓦倫丁·卡塔耶夫，89歲，蘇聯作家。[21]
- 西德尼·馬修·梅茨格（Sidney Matthew Metzger），83歲，美國羅馬天主教主教。
- 戴夫·尼爾森，76歲，澳大利亞足球運動員。
- 弗朗索瓦·諾伊維爾（François Neuville），73歲，比利時賽車手。
- 沃爾特·蒂勒（Walter Tille），79歲，德國工會成員。
- 让-弗朗索瓦·图尔农，80歲，法國奧林匹克擊劍運動員（1952 年）。
- 比爾·威爾士，77歲，澳大利亞足球運動員。

### 13日
- 布魯斯·艾倫，68歲，美國政治家，加利福尼亞州議會議員（1953—1963年）。
- 多蘿西·阿什比（Dorothy Ashby），53歲，美國爵士音樂家。[22]
- Sulo Bärlund，75歲，芬蘭奧運鉛球運動員（1936 年）。
- Frank DeCicco，50歲，美國黑幫老大（Gambino 犯罪家族），汽車炸彈。[23]
- 約翰尼·杜爾（Johnny Dollar），53歲，美國鄉村音樂家。[24]
- Richmond Bowling Keech，89歲，美國裁判。
- Tamás Major，76歲，匈牙利演員。
- 斯蒂芬·斯塔克（Stephen Stucker），38歲，美國演員（《飛機》《肯塔基油炸電影》），愛滋病。
- Andrew Tsu，100歲，中國聖公會主教。
- 傑克·范·貝伯，78歲，美國奧林匹克摔跤手（1932 年）。

### 14日
- J. Lindsay Almond，87歲，美國政治家和法官，佛吉尼亞州州長（1958—1962年），美國眾議院議員（1946—1948年）。[25]
- 西蒙·德·波娃，78歲，法國作家、女權主義者和哲學家，肺炎。[26]
- Nitin Bose，88歲，印度電影製片人。
- 喬爾·博維奧·馬可尼，89歲，義大利考古學家。
- 惠特福德·布朗（Whitford Brown），75歲，紐西蘭政治家。
- 西德尼·科普（Sidney Cope），81歲，英國板球運動員。
- Arne Halonen，87歲，芬蘭記者。
- Torbjørn Kristoffersen，93歲，挪威奧林匹克體操運動員（1920 年）。
- Doc Land，82歲，美國棒球運動員。
- 丹妮拉·扎內塔（Daniela Zanetta），23歲，義大利人權活動家，營養不良性大皰性表皮松解症患者。

### 15日
- 謝爾蓋·阿諾欣（Sergei Anokhin），76歲，蘇聯飛行員。
- 雷德蒙德·吉奇，53歲，南非板球運動員。
- Jean Genet，75歲，法國小說家和劇作家，喉癌。[27]
- 埃德蒙·哈克威爾-史密斯（Edmund Hakewill-Smith），90歲，英國將軍。
- Don Hoefler，63歲，美國記者，創造了“矽谷”。[28]
- 蔣兆和，81歲，中國藝術家。
- 內森·卡普蘭（Nathan O. Kaplan），68歲，美國生物化學家。
- Paul F. Lorence，31歲，美國空軍飛行員，在戰鬥中陣亡。
- 羅伯特·馬喬林，74歲，法國經濟學家和政治家。[29]
- 蒂姆·麥金泰爾，41歲，美國演員，心力衰竭。[30]
- 約翰·阿奇博爾德·米爾斯，75歲，加拿大政治家。
- Vlastimil Moravec，36歲，捷克斯洛伐克奧運自行車手（1972 年、1976 年），交通事故。
- 達德利·格溫·帕金斯（Dudley Gwynne Perkins），75歲，威爾士電臺播音員。
- 費爾南多·里巴斯-多明尼奇（Fernando L. Ribas-Dominicci），33歲，美國空軍飛行員，在戰鬥中陣亡。
- 埃德溫·蒂勒（Edwin R. Thiele），90歲，美國考古學家和傳教士。

### 16日
- 艾倫·坎寧安·安德森（Allan Cunningham Anderson），89歲，蘇格蘭出生的加拿大外交官。
- 格雷厄姆·巴格納爾（Graham Bagnall），73歲，紐西蘭圖書館員和歷史學家。
- 戴夫·貝爾，76歲，蘇格蘭足球運動員。
- 卡洛·比亚吉，71歲，義大利足球運動員。
- 梅·卡彭，89歲，阿爾·卡彭的美國妻子。
- Pia Colombo，51歲，法國歌手，癌症。
- 查理斯·戈登伯格（Charles Goldenberg），75歲，美式橄欖球運動員。
- 阿爾弗雷德·霍普金斯，85歲，英國奧林匹克舉重運動員（1928 年）。
- 莫莉·盧斯，89歲，美國畫家。
- 鮑勃·梅，76歲，澳大利亞政治家。
- 喬·普萊斯，99歲，澳大利亞足球運動員。
- 戴克·史密斯，74歲，美式橄欖球運動員。
- 鮑勃·斯塔姆，67歲，荷蘭足球運動員。

### 17日
- 魯卡·布勞頓（Ruka Broughton），45歲，紐西蘭大學講師和神父。
- 羅伯特·凱西，70歲，美國政治家，美國眾議院議員（1959—1976年）。[31]
- 斯塔福德·卡斯爾丁，74歲，英國板球運動員。
- 保罗·科斯特洛，91歲，美國奧林匹克賽艇運動員（1920 年、1924 年、1928 年）。
- 馬塞爾·達索，94歲，法國飛機製造商。[32]
- 加斯頓·杜凱拉，87歲，法國奧林匹克摔跤手（1924 年）。
- Victor H. Espinoza，56歲，美國士兵，榮譽勳章獲得者。
- 赫爾曼·弗里德里希·格雷貝（Hermann Friedrich Graebe），85歲，德國工程師。
- 喬治·貝利-漢密爾頓，第12代哈丁頓伯爵，91歲，蘇格蘭世襲貴族。
- 亨利·霍爾，93歲，美國跳臺滑雪運動員。
- Bessie Head，48歲，南非-波札那作家，肝炎。
- 艾瑪·亨利（Emma Henry），38-39歲，菲律賓警官，被槍殺。
- 維克多·科科恰什維利，81歲，蘇聯喬治亞化學家。
- 泰迪·科蒂克，57歲，美國爵士音樂家，腦癌。
- Carl Lee，59歲，美國演員，愛滋病患者。
- 赫伯·佩舍爾，72歲，加拿大橄欖球運動員。
- 多米尼克·龐查迪爾（Dominique Ponchardier），69歲，法國作家和外交官。
- 瑪麗亞·瓦爾達索夫納（Maria Wardasówna），78歲，波蘭作家和飛行員。

### 18日
- 埃迪·鮑爾（Eddie Bauer），86歲，美國商人（Eddie Bauer）。[33]
- 喬治·杜寧，87歲，美國棒球運動員。
- Atulya Ghosh，81歲，印度政治家。
- 約翰·格雷迪，62-63歲，澳大利亞作家。
- 休·霍夫，62歲，美國作家。
- Antonio Lauro，68歲，委內瑞拉音樂家。
- Heinrich Lehmann-Willenbrock，74歲，德國潛艇指揮官。
- 維克多·萊克斯爵士，85歲，英國政治家，國會議員（1931—1957年）。
- 亞歷山大·羅茲穆斯，85歲，波蘭奧林匹克跳臺滑雪運動員（1928 年）。
- Tran Minh Tiet，63歲，南越政治家和法官。

### 19日
- Gudrun Stig Aagaard，91歲，丹麥紡織藝術家。
- 戈登·阿博特，71歲，澳大利亞足球運動員。
- 喬治·布萊特曼，70歲，美國政治活動家，心臟病發作。[34]
- 愛琳·布里頓，70歲，澳大利亞女演員。
- 詹姆斯·卡恩，80歲，英國士兵。
- 阿爾文·柴爾德雷斯（Alvin Childress），78歲，美國演員（阿莫斯·安迪（Amos 'n' Andy））。[35]
- 弗雷德·鄧肯（Fred Duncan），72歲，澳大利亞政治家。
- Arthur T. Gibbons，83歲，美國政治家，明尼蘇達州眾議院議員（1935—1954年）。
- Adrian Gill，49歲，澳大利亞氣象學家和海洋學家，結腸癌。[36]
- 彼得·希格森，80歲，英國板球運動員。
- 埃米爾·瑪吉，78歲，法國奧林匹克競走運動員（1948 年、1952 年）。
- 威廉·湯瑪斯（William S. Thomas），84歲，美國聖公會主教。
- 達格·維倫，80歲，瑞典作曲家。
- Estelle Yancey，90歲，美國藍調歌手。

### 20日
- 阿列克谢·阿尔布佐夫（Aleksei Arbuzov），77歲，蘇聯劇作家。[37]
- 馬克斯·本尼迪克特，66歲，奧地利出生的英國電影剪輯師。
- 多麗絲·道森（Doris Dawson），81歲，美國女演員。
- Jean De Rode，72歲，比利時奧運賽艇運動員（1936 年）。
- 埃迪·范伯格，68歲，美國棒球運動員。
- Jean-Jacques Gautier，77歲，法國作家。
- 西布特·哈桑（Sibte Hassan），69歲，巴基斯坦政治活動家。
- Bun LaPrairie，74歲，美國冰球運動員。
- 米爾頓·梅爾，77歲，美國記者。[38]
- 愛德華·麥克奈爾（Edward McNair），72歲，美國聖公會主教。
- 瑪麗·尼斯萬德（Marie Nyswander），67歲，美國精神分析學家，癌症。
- 阿裡夫·皮里耶夫（Alif Piriyev），64歲，蘇聯亞塞拜然士兵。

### 21日
- 特奧多羅·卡薩納·羅伯斯（Teodoro Casana Robles），86歲，秘魯律師、考古學家和地理學家。
- 喬治·科林伍德，82歲，英國將軍。
- 瑪喬麗·伊頓（Marjorie Eaton），85歲，美國女演員和畫家。
- Nanna Egedius，72歲，挪威奧林匹克花樣滑冰運動員（1936 年）。
- Tiny Gooch，82歲，美式橄欖球運動員和政治活動家。
- Salah Jahin，55歲，埃及詩人、劇作家和政治漫畫家。
- 約瑟夫·卡利納，61歲，捷克斯洛伐克奧林匹克籃球運動員（1948 年）。
- 松登晟郎，61歲，日本相撲選手。

### 22日
- 薩爾瓦多·阿格隆，42歲，美國黑幫，內出血。
- 米尔恰·伊利亚德（Mircea Eliade），79歲，羅馬尼亞裔美國作家和歷史學家。[39]
- Honor Fell 夫人，85歲，英國細胞生物學家。
- 克里夫·芬奇，59歲，美國政治家，密西西比州州長（1976—1980年），心臟病發作。[40]
- Claude Fortier，64歲，加拿大生理學家。
- David Funchess，39歲，美國被定罪的殺人犯，被電椅處決。[41]
- Go Se-tae，60-61歲，韓國奧林匹克籃球運動員（1956 年）。
- 凱諾·哈帕寧（Kaino Haapanen），74歲，芬蘭政治家。
- 埃羅爾·勞克林，38歲，南非板球運動員。
- 迪克·摩爾斯（Dick Moores），76歲，美國漫畫家（汽油巷）。[42]
- William P. Murphy，87歲，美國法官。
- Bogoljub Nedeljković，65-66歲，南斯拉夫政治家。
- 羅伯特·斯莫克，77歲，美國園藝家。

### 23日
- 哈罗德·阿伦，81歲，美國作曲家（《Over the Rainbow》、《The Man That Got Away》、《Ac-Cent-Tchu-Ate the Positive》），癌症。[43]
- George H. Barker，84-85歲，美式橄欖球運動員。
- 路易士·卡德威爾，73歲，英國足球運動員。
- 曼努埃爾·菲格羅亞，81歲，智利足球運動員。
- 尤里·古利亞耶夫，55歲，蘇聯歌手，心力衰竭。
- John W. F. M. Huffer，90歲，美國戰鬥機飛行員。
- 查理斯·約翰斯頓爵士，74歲，英國外交官。
- 吉姆·萊克爾，64歲，英國板球運動員，膽囊手術併發症。
- Doxie Moore，75歲，美國籃球運動員和教練。
- 奥托·普雷明格（Otto Preminger），80歲，奧地利裔美國電影製片人（《謀殺剖析》、《出埃及記》、《蘿拉》），肺癌。[44]
- 阿諾德·羅霍特，77歲，挪威法學家。
- 哈拉爾德·尼古拉·撒母斯伯格（Harald Nicolai Samuelsberg），74歲，挪威政治家。
- Harold E. Wagoner，81歲，美國建築師。[45]
- 阿爾貝托·佐里拉，80歲，阿根廷奧林匹克游泳運動員（1924 年、1928 年）。

### 24日
- 維克·巴爾策爾，73歲，美式橄欖球運動員。
- 伯特·布萊克，78歲，英國足球運動員。
- 安頓·博尼法契奇（Antun Bonifačić），84歲，克羅埃西亞裔美國政治家和作家。
- 格拉迪斯·科爾頓（Gladys Colton），76-77歲，英國教育家。
- 馬克斯·鄧尼斯，60歲，美國政治家，俄亥俄州參議院議員（1965—1976年）。
- 比爾·埃德裡奇，70歲，英國板球運動員。
- Gerardo Guerrieri，66歲，義大利電影製作人。
- 諾姆·希拉德，70歲，澳大利亞足球運動員。
- Haldur Lasthein，80歲，丹麥足球運動員。
- 加內特·麥克利，102歲，紐西蘭政治家和鐵路經理，國會議員（1943—1949年）。
- 迪米塔爾·帕斯科夫，71歲，保加利亞化學家。
- 华里丝·辛普森（Wallis Simpson），89歲，美籍英國社交名媛，愛德華八世的遺孀，肺炎。[46]
- 伯尼斯·麥克爾亨尼·溫特斯汀（Bernice McIlhenny Wintersteen），82歲，美國藝術贊助人。[47]

### 25日
- 邁克爾·克雷斯韋爾爵士，76歲，英國外交官。
- 蒂特·菲格羅亞，59歲，波多黎各棒球運動員。
- 弗雷德·亨特（Fred Hunt），62歲，英國鋼琴家。
- 德威特·海德，77歲，美國政治家，美國眾議院議員（1953—1959年）。[48]
- Urylee Leonardos，75歲，美國女演員和歌手。

### 26日
- 安赫爾·布蘭科，47歲，墨西哥職業摔跤手，交通事故。
- 內莉·布林（Nellie Breen），89歲，美國舞蹈家和喜劇演員。
- 布羅德里克·克勞福德（Broderick Crawford），74歲，美國演員（《國王的男人》（All the King's Men）、《公路巡邏隊》（Highway Patrol）），中風。[49]
- 赫爾曼·格梅納（Hermann Gmeiner），66歲，奧地利慈善家。
- Kemal Gülçelik，62-63歲，土耳其足球運動員。
- 瓦列里·霍德姆丘克（Valery Khodemchuk），35歲，蘇聯烏克蘭工程師，反應堆爆炸。
- 約翰尼·基茨米勒，81歲，美式橄欖球運動員。
- Cliff Leeman，72歲，美國爵士鼓手。
- Bessie Love，87歲，美籍英國女演員。[50]
- Séamus McElwain，26歲，愛爾蘭激進分子（臨時愛爾蘭共和軍），被槍殺。
- O.萊斯利·斯通，82歲，美國摩門教領袖。
- Dechko Uzunov，87歲，保加利亞畫家。
- Lou van Burg，68歲，荷蘭裔德國電視名人和歌手。

### 27日
- 弗雷德里克·道森，68歲，紐西蘭板球運動員。
- 蒂姆·格雷夫（Tim Greve），58歲，挪威歷史學家，癌症。
- Ed Halicki，80歲，美式橄欖球運動員。
- J. Allen Hynek，75歲，美國不明飛行物學家，近距離接觸量表的創造者，腦癌。[51]
- 愛德華·伊姆霍夫，91歲，瑞士製圖師。
- 馬蒂·卡羅，81歲，美國棒球運動員。
- Åke Kromnow，71歲，瑞典歷史學家。
- Verena Loewensberg，73歲，瑞士畫家。
- 洛麗塔，36歲，義大利歌手，被刺傷。
- Evi Maltagliati，77歲，義大利女演員。
- 威廉·莫雷爾，86歲，紐西蘭歷史學家。
- 貝利斯·羅斯，95歲，美國音樂家。
- Juan Tapia Sánchez，71歲，西班牙政治家，癌症。

### 28日
- R. H. Bing，71歲，美國數學家。
- 傑夫·布羅肯希爾，63歲，澳大利亞足球運動員。
- 路易士·伯克（Louis H. Burke），81歲，美國法官。
- 馬塞爾·赫爾曼 （Marcel Hellman），87歲，羅馬尼亞出生的英國電影製片人。
- Rabiul Awal Kiran Khan，45-46歲，孟加拉國政治家，被槍殺。
- Fred Lutkefedder，76歲，美國足球運動員。
- 埃文·麥凱，68歲，紐西蘭王牌飛行員，癌症。
- 戴夫·麥克萊恩，48歲，美式橄欖球運動員和教練，心臟驟停。[52]
- 弗拉基米爾·諾瓦克，82歲，捷克斯洛伐克奧林匹克滑雪運動員（1928 年）。
- Pat Seerey，63歲，美國棒球運動員。
- 查理斯·華盛頓（Charles B. Washington），62歲，美國民權活動家。

### 29日
- 白約翰，75歲，香港聖公會主教。
- 西德尼·鮑曼，78歲，美國奧林匹克跳台運動員（1928 年、1932 年）。
- 亨利·德·弗朗斯，74歲，法國電視工程師。
- 亞歷杭德羅·岡薩雷斯·馬拉威（Alejandro González Malavé），28歲，波多黎各臥底特工，被槍殺。
- 埃德温·格雷夫斯，88歲，美國奧林匹克賽艇運動員（1920 年）。
- Vickie Panos，66歲，加拿大棒球運動員。
- 迪克·鮑威爾，81歲，美式橄欖球運動員。
- 劳尔·普雷维什，85歲，阿根廷經濟學家。
- Thomas N. Scortia，59歲，美國作家，白血病。[53]
- Glen Byam Shaw，81歲，英國演員和戲劇導演。
- Bernhard Wosien，77歲，德國編舞家。

### 30日
- Sheila Borrett，80歲，英國電臺主持人，中風。
- 安托瓦內特·比尤特（Antoinette Butte），87歲，法國童子軍領袖。
- 約根·漢森，54歲，丹麥足球運動員。
- 比爾·希格登，62歲，美國棒球運動員。
- 亨利·肯普-布萊爾（Henry Kemp-Blair），56歲，南非裔美國劇作家和戲劇導演，心臟病發作。
- Odd Solumsmoen，68歲，挪威小說家。
- 塞爾瑪·斯特凡尼（Thelma Stefani），37歲，阿根廷女演員和舞蹈家，跳樓自殺。
- 羅伯特·史蒂文森（Robert Stevenson），81歲，英裔美國電影製片人（《歡樂滿人間》、《床把手和掃帚》、《愛蟲》）。[54]
- 喬治·惠特科姆，84歲，威爾士足球運動員。